# 迈克·西利曼
迈克尔·巴恩韦尔·“迈克”·西利曼（英語：Michael Barnwell "Mike" Silliman，1944年5月5日—2000年6月16日），美国男子篮球运动员。他曾代表美国获得1968年夏季奥运会篮球比赛男子金牌。他于2000年在肯塔基州路易維爾去世。